# Guitta
Thiago Mendes Rocha (ur. 11 czerwca 1987 w Mauá) – brazylijski futsalista, bramkarz, gracz ADC Intelli i reprezentacji Brazylii.

## Sukcesy

### Klubowe
- Mistrzostwo Brazylii: 2012

### Reprezentacyjne
- Mistrzostwo Świata: 2012
- Mistrzostwo Ameryki Południowej: 2011